# Cào (dụng cụ)

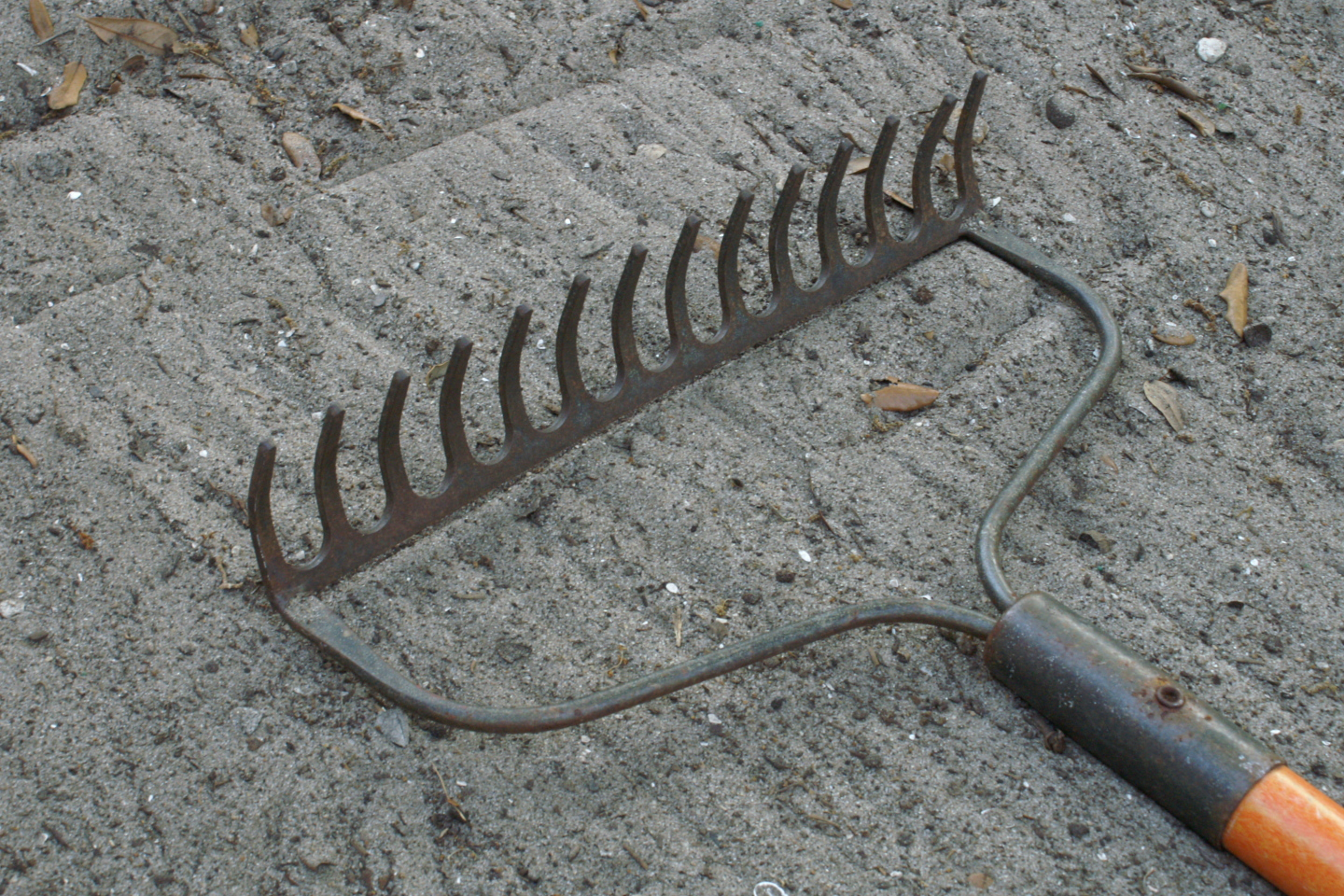
Cào đá

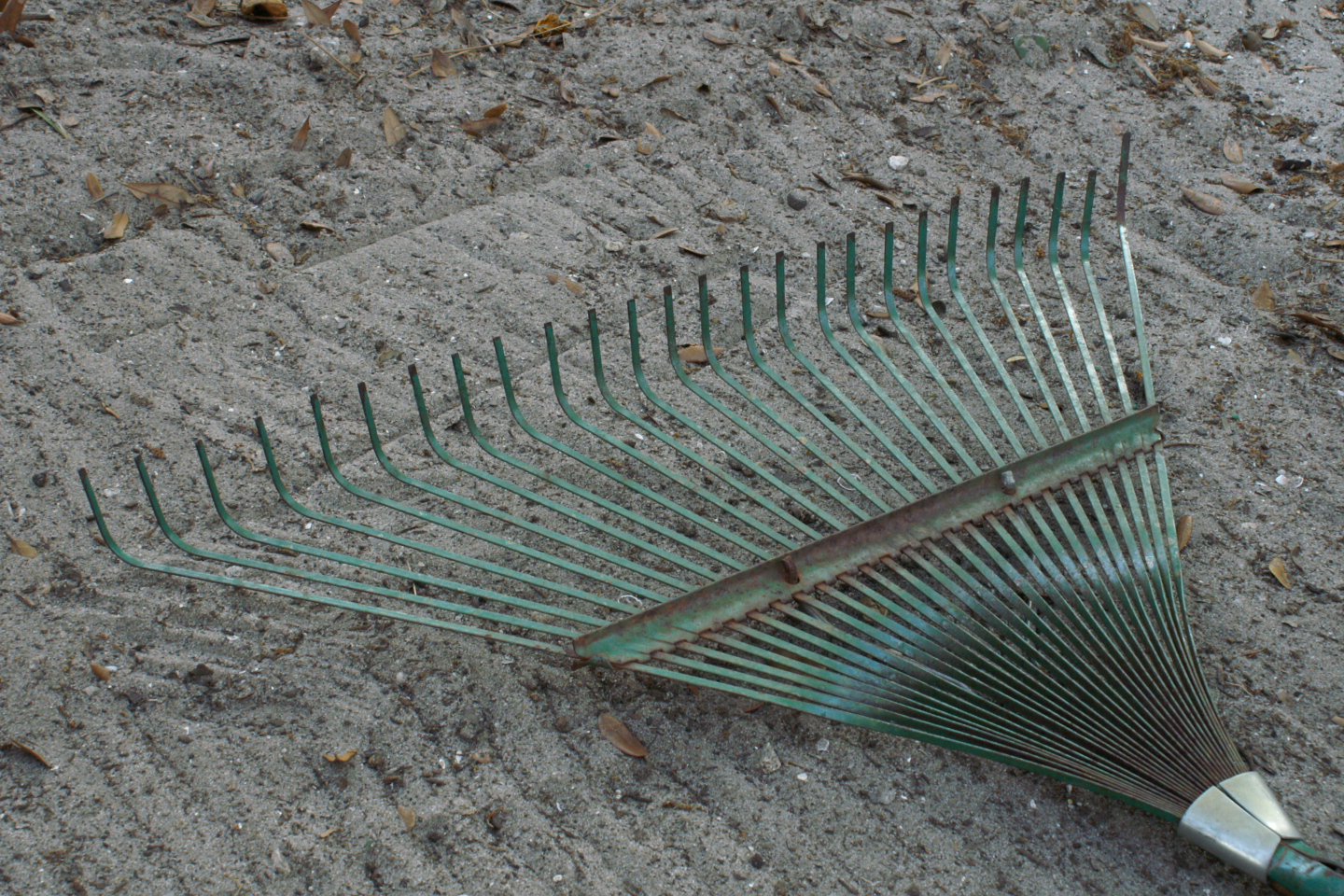
Cào lá cây

Cào hay bồ cào hay bừa cào là loại dụng cụ hình dạng giống cây chổi, gồm một thanh ngang có gắn răng được cố định với một cán cầm tay, dùng để thu gom lá cây, cỏ, v.v., hay là làm tơi đất trong nghề làm vườn, giúp loại bỏ bớt cỏ dại và san bằng mặt đất, dọn dẹp xác cỏ hay dùng với công dụng tương tự như chiếc bừa. Nền nông nghiệp sử dụng cả loại cào cơ giới với nhiều hình thức khác nhau (như cào bánh xe hình sao, cào quay, v.v.) và loại cào thủ công bằng sức người.

## Lịch sử
Từ thực tế rằng làm cỏ là công việc thường xuyên trong nền sản xuất nông nghiệp của Trung Quốc thời cổ đại và trung đại, người Hoa đã phát minh ra cái cào cỏ, có nguồn gốc từ phát minh ra cái bừa cũng của Trung Quốc. Trong cuốn cổ thư Tề dân yếu thuật của viên quan Giả Tư Hiệp triều Bắc Ngụy (386-534), cái bừa nguyên được gọi là "cào răng sắt" căn cứ theo hình dạng của nó. Bừa Trung Quốc được phân ra ba tiểu loại: cào dải, cào hình chữ Y và cào hình vuông. Cào dải được họa sĩ xưa đưa vào các bức bích họa dưới thời Tấn và Bắc Ngụy.

## Nhựa hoặc kim loại
Cào nhựa hay cào kim loại đều có ưu nhược điểm riêng. Cào nhựa thường nhẹ hơn và rẻ tiền hơn. Do người ta có thể chế tạo những loại cào nhựa với chiều rộng lớn nên loại cào này hợp để cào lá cây mới rụng. Cào kim loại thích hợp để dọn dẹp vào mùa xuân, khi mà rác rưởi thường ẩm ướt hoặc mục nát, do răng cào kim loại có thể xuyên được vào những lớp mùn đó một cách tốt hơn.